# کی ۶۵۴۶
سیارک ۶۵۴۶ (به انگلیسی: 6546 Kaye، نامگذاری:1987DY4) شش هزار و پانصد و چهل و ششمین سیارک کشف شده‌است که در ۲۴ فوریه ۱۹۸۷ کشف شد.
قدر مطلق سیارک برابر ۱۱٫۴۰ است.